# Antonio Gallina
Antonio Ramón Gallina (* 30. listopadu 1947 Buenos Aires) je bývalý argentinský zápasník – judista.

## Sportovní kariéra
S judem začínal v 8 letech v rodném Buenos Aires. Patřil k průkopníkům sportovního juda doma v Argentině. V argentinské reprezentaci se pohyboval od poloviny šedesátých let dvacétého století ve střední váze do 80 kg. V roce 1972 startoval na olympijských hrách v Mnichově ve střední váze a v kategorii bez rozdílů vah. Při obou startech nepřešel přes úvodní kolo. V dalších letech se věnoval trenérské práci a metodické výuce juda.

## Výsledky

### Váhové kategorie
| Turnaj                  | 1965         | 1966         | 1967         | 1968         | 1969         | 1970         | 1971         | 1972         |
| Turnaj                  | 18           | 19           | 20           | 21           | 22           | 23           | 24           | 25           |
| Turnaj                  | střední váha | střední váha | střední váha | střední váha | střední váha | střední váha | střední váha | střední váha |
| ----------------------- | ------------ | ------------ | ------------ | ------------ | ------------ | ------------ | ------------ | ------------ |
| Olympijské hry          |              |              |              |              |              |              |              | úč.          |
| Mistrovství světa       | úč.          |              | —            |              | úč.          |              | úč.          |              |
| Panamerické hry         |              |              | ?            |              |              |              |              |              |
| Panamerické mistrovství | ?            |              |              | 2.           |              | 2.           |              | 2.           |

### Bez rozdílu vah
| Turnaj                  | 1965 | 1966 | 1967 | 1968 | 1969 | 1970 | 1971 | 1972 |
| Turnaj                  | 18   | 19   | 20   | 21   | 22   | 23   | 24   | 25   |
| ----------------------- | ---- | ---- | ---- | ---- | ---- | ---- | ---- | ---- |
| Olympijské hry          |      |      |      |      |      |      |      | úč.  |
| Mistrovství světa       | —    |      | —    |      | úč.  |      | úč.  |      |
| Panamerické hry         |      |      | ?    |      |      |      |      |      |
| Panamerické mistrovství | ?    |      |      | 4.   |      | 2.   |      | 3.   |